# Sopa de patas
La sopa de patas es una preparación culinaria típica de El Salvador. Su nombre se debe a que uno de los ingredientes que proporciona el caldo son las patas de vaca, así como los callos o tripas. A veces, suele sazonarse con zumo de limón y chile. Entre las verduras empleadas, se encuentran el güisquil, el repollo, la yuca y, a veces, el elote.

## Historia y origen
La sopa de pata tiene sus raíces en la época colonial, cuando los españoles trajeron recetas similares a la región; como los Callos a la Madrileña. A lo largo del tiempo, este platillo se ha adaptado a los ingredientes y gustos locales, convirtiéndose en una receta autóctona de El Salvador. Aunque en el pasado fue considerada una comida sencilla, hoy día es muy valorada tanto en celebraciones como en situaciones cotidianas.

## Preparación
La preparación de la sopa de pata requiere tiempo y paciencia. Su ingrediente principal es la pata de res, que se cocina a fuego lento durante varias horas hasta obtener una textura suave y gelatinoso el caldo. Además de la pata de res, se utilizan otros ingredientes comunes como zanahorias, papas, maíz y especias como el comino y el ajo.

## Variedades y nombres
Dependiendo de la región y las costumbres locales, este platillo recibe diferentes nombres. Entre las denominaciones más comunes se encuentran:
- Sopa de pata
- Sopa de mondongo
- Sopa de puya
- Sopa de menudos
- Sopa de tripas

Cada nombre refleja variaciones en los ingredientes o en la preparación, pero todos comparten la base de la pata de res como principal componente.

## Consumo y valor cultural
En El Salvador, la sopa de pata se disfruta especialmente en días fríos o lluviosos, pues se considera un plato que reconforta y brinda energía. Además, se cree que tiene propiedades curativas, siendo tradicionalmente consumida como un remedio casero para aliviar resfriados o dolores musculares.

## Relevancia en la gastronomía salvadoreña
La sopa de pata es un plato representativo de la cultura culinaria de El Salvador, y su popularidad ha perdurado durante generaciones. Aunque en sus orígenes pudo haber sido una comida humilde, hoy día se disfruta tanto en el hogar como en restaurantes, y se sigue preparando de forma tradicional, lo que la convierte en un legado cultural que continúa siendo parte integral de la identidad salvadoreña.